# エゴール・ボリソフ
エゴール・アファナシエヴィチ・ボリソフ（ロシア語: Его́р Афана́сьевич Бори́сов、サハ語: Охонооһой уола Барыыһап Дьөгүөр、ラテン文字表記の例：Yegor Afanasyevich Borisov 、1954年8月15日 - ）は、ロシアの政治家。ロシア連邦サハ共和国第5代首相を経て、2010年から2018年まで第3代サハ共和国首長（元首格）を務めた。ヤクート自治共和国チュラプチンスク地区チュラプチャ村出身。
1971年から1974年まで整備士、修理工としてチュラプチンスク地区の農場に勤務する。1979年ノヴォシビルスク農業大学を卒業し機械技師の資格を取る。
1991年ヤクート自治共和国農業次官を経て、1998年サハ共和国農相。
2000年ヤクート農業研究所所長に任命される。2002年サハ共和国首相に任命される。同時にヴャチェスラフ・シュティロフ大統領の選挙対策責任者を務めた。
2010年5月31日、第3代サハ共和国大統領に就任。2014年4月24日より役職名が大統領から首長へと変更された。2018年5月28日に首長を退任。